# Stephanie Boale
Stéphanie Boale Manfroy, née à Mbandaka en RDC, est une romancière belgo-congolaise.

## Biographie
Née à Mbandaka en RDC et ayant grandi en Belgique, Stephanie Boale Manfroy a fait des études en journalisme  à l'Institut des Sciences et Techniques de communication. Elle est l'auteure de plusieurs romans et poèmes écrits en français et en lingala. Elle est l'Initiatrice de l'espace culturel Buku, destiné à la promotion de la littérature auprès des Jeunes.
Elle publie en 2015,  son premier recueil de poèmes, Marcher sur vos traces. En 2023, elle présente son nouveau roman, le Parfum du savoir,.

## Œuvres

### Romans et poèmes
- Marcher sur vos traces en 2015[2]
- Le Parfum du savoir en 2023[3]
- Recueil de poèmes en 2016
- Le Testament d'une mère
- Ntoma en 2010